# Астробальд
Астробальд або Аспровальд (*Astrobald, д/н — після 589) — дукс Аквітанії у 587—589 роках.

## Життєпис
Про його родину нічого невідомо. Знаходився на службі у Гунтрамна, короля Бургундії. Можливо останній у 584 році призначив Астробальда графом або дуксом Тулузи. Втім вже 585 року Дезідерій замирився з Гунтрамном. Разом з тим Астробальд залишився в Тулузі.
587 року після смерті Дезідерія призначається новим дуксом Аквітанії. Висловлюється думка, що саме Астробальд був першим повноцінним герцогом, а попередники — лише військовими очільниками. Чинниками цього були повернення колишньої столиці Аквітанії (в часи Римської імперії), одноосібність правління не лише військами, а цивільними установами.
Новий дукс переніс столицю до Бордо. Звідси намагався підкорити Васконію та басків в самій Аквітанії, проте без особливого успіху. Втім 588 року завдав Васконії поразки, в результати очільники якої визнали зверхність франкських королів. У 589 році вдерся до Септиманії, яка належала Вестготському королівстві, втім не зміг захопити фортецю Каркассон. Слідом за цим позбавлено посади. Замість нього поставлено Сереуса.
Про подальшу долю нічого невідомо. Помер у 607 році.